# Santa Fe (Colón)
Santa Fe è un comune dell'Honduras facente parte del dipartimento di Colón.